# BBS (företag)
BBS AB, även kallat BBS Sweden AB är ett dotterbolag till det norska företaget Bankenes BetalingsSentral AS och har sitt ursprung från detta finans-, informations-, och korthanteringsföretag som grundades 1972. Bolaget ingick fram till 16 april 2010 i den norska koncernen Nordito AS som då fusionerades med danska PBS Holding A/S.

## Om BBS AB
BBS AB grundades som Ingenico AB i Sverige år 1999 och ändrade namn i samband med övertagandet från BBS AS år 2006. BBS finns förutom i Sverige och Norge även i Danmark sedan 2007, samt Finland 2009. I de fyra nordiska länderna finns cirka 1 000 anställda. 32 av dessa finns på BBS AB i Stockholm (2010) . Huvudkontoret för de tre nationella bolagen finns i Oslo, Norge.
BBS har sedan starten 1972 skapat en rad lösningar för den norska marknaden men har under senare år inriktat sig allt mer på den nordiska marknaden och tillsammans med danska PBS international skapat en nordisk plattform för kortbetalningar kallat Nets Holding A/S- Northern European Transaction Services. I december 2008 offentliggjordes en affär med norska klädkoncernen Varnergruppen, vilka valt BBS som leverantör av betalsystem till koncernens samtliga butiker inom norden. Den 12 juni 2009 offentliggjorde BBS att man köpt Sagem Danmark A/S och Manison Finland OY, samt att man genom detta positioneras sig som den största leverantören i Norden på marknaden för betallösningar.

## Fotnoter
1. ↑  ”Arkiverade kopian”. Arkiverad från originalet den 22 juni 2010. https://web.archive.org/web/20100622032940/http://www.bbs-nordic.com/no/Om-BBS/Pressesenter/Pressemeldinger/PBS-Holding-og-Nordito-er-fusjonert/. Läst 9 juli 2010.
2. ↑  ”Arkiverade kopian”. Arkiverad från originalet den 22 december 2008. https://web.archive.org/web/20081222105622/http://www.bbs-nordic.com/no/Om-BBS/Historikk/. Läst 2 december 2008.
3. 1 2  ”Arkiverade kopian”. Arkiverad från originalet den 25 maj 2012. https://archive.is/20120525212218/http://www.bbs-nordic.com/no/Om-BBS/Pressesenter/Pressemeldinger/BBS-kjoper-Sagem-Denmark-AS-og-Sagem-Manison-Finland/. Läst 25 juli 2009.
4. 1 2  ”Arkiverade kopian”. Arkiverad från originalet den 11 december 2008. https://web.archive.org/web/20081211094554/http://www.bbs-nordic.com/no/Om-BBS/Om-BBS/. Läst 2 december 2008.
5. ↑  ”Arkiverade kopian”. Arkiverad från originalet den 11 maj 2009. https://archive.is/20090511020221/http://www.bbsab.se/Om-BBS-AB/. Läst 26 mars 2009.
6. ↑  http://www.nets.eu
7. ↑  ”Arkiverade kopian”. Arkiverad från originalet den 31 januari 2009. https://web.archive.org/web/20090131155411/http://bbs-nordic.com/en/About-BBS/Press-centre/Press-releases/DnB-NOR-and-BBS-connects-the-Nordics-for-Varner-Gruppen/. Läst 26 mars 2009.